# Greenville (Kentucky)
Pour les articles homonymes, voir Greenville.
La ville de Greenville est le siège du comté de Muhlenberg, dans l'État du Kentucky, aux États-Unis. Lors du recensement de 2010, sa population était de 4 312 habitants.

## Source
- (en) Cet article est partiellement ou en totalité issu de l’article de Wikipédia en anglais intitulé « Greenville, Kentucky » (voir la liste des auteurs).